# Вергун Роман
Вергун Роман (* 31 січня 1911 — 6 квітня 1989) — український громадський діяч, провідний діяч Гуцульської Ради, з 1944 — на еміграції в США.

## З життєпису
Народився у Нижньому Березові — його батько там був душпастирем. Брав участь у Пласті, очолював Гуцульську Раду, яка координувала роботу гуцульських товариств на Заході.
Вчився в Коломийській гімназії, у Львові закінчив вищий торговельний курс і студії на лісовому відділі Львівської політехніки.
За першої радянської окупації арештована його дружина Марія і вивезена в трудові табори. За німецької окупації працював надлісником в с. Гринева на Гуцульщині.
1944 року подався з матір'ю на еміграцію. У Німеччині працював у Центральному представництві української еміграції, в адміністрації тижневика «Християнський голос», активно сприяв організації «Пласту».
Після переїзду до США проживав в Рочестері, був адміністратором Оселі «Верховина», організовував літні пластові табори в Іст Четтем.
1965 року у Баффало засновано Гуцульську раду, інженер Вергун — голова, заступник — магістр Микола Домашевський.
Головою був аж до перетворення в Українське світове об'єднання гуцулів. Помер на початку квітня 1989.